# Wirun (Kutoarjo)
Wirun is een bestuurslaag in het regentschap Purworejo van de provincie Midden-Java, Indonesië. Wirun telt 4048 inwoners (volkstelling 2010).